# AS-AudioWissen
AS-AudioWissen ist ein deutscher Verlag für Hörbücher mit Sitz in Fürth, Bayern. Er wurde im Jahr 2008 von Alfred Spitzley gegründet.    

## Programm
Anfänglich publizierte der Verlag vor allem historische Universitätsvorlesungen der Psychologie (Freud) und Philosophie (Plato, Hegel, Nietzsche, Herder) und Sachbücher aus den Schulfächern Geschichte, Geografie und Physik. Das Verlagsprogramm sieht als Ziel die Weiterbildung und Vertiefung von Allgemeinwissen. Der Schwerpunkt des Verlags liegt auf der Vertonung von Lehrtexten zur einfachen Wissenserweiterung durch Hörlesen, z. B. bei monotonen Tätigkeiten wie Bügeln, Auto fahren, Wandern … Die Bücher werden dabei von einer Computerstimme und nicht von einem Sprecher vorgetragen. Zum Thema Geschichte werden in den Audiobüchern herausragende Zusammenhänge aus der deutschen, der europäischen und der Weltgeschichte vorgestellt.
Besondere Aufmerksamkeit erfahren die Hörbücher zur Regionalgeschichte. Zu diesem Thema wurden bereits Chroniken zum Leben in der fränkischen Stadt Fürth, die Geschichte der Stadt Sinzig am Rhein mit dem Vorort Westum und Historische Geschichten aus dem Kreis Ahrweiler veröffentlicht.
Lern-Audio-Bücher sind Lernhilfen für Schüler zur Vorbereitung auf Klassen- und Abschlussarbeiten.  